# Lenka Dürr
Pour les articles homonymes, voir Durr.
Lenka Dürr est une joueuse allemande de volley-ball née le 10 décembre 1990 à Memmingen. Elle mesure 1,71 m et joue au poste de libero. Elle totalise 194 sélections en équipe d'Allemagne.

## Clubs
| Club                  | De        | À         |
| --------------------- | --------- | --------- |
| FTSV Straubing        | 2005-2006 | 2005-2006 |
| Rote Raben Vilsbiburg | 2006-2007 | 2012-2013 |
| İqtisadçı VK          | 2013-2014 | 2013-2014 |
| Azəryol VK            | 2014-2015 | 2014-2015 |
| Impel Wrocław         | 2015-2016 | 2015-2016 |
| Schweriner SC         | 2016-2017 | 2016-2017 |
| CSM Târgoviște        | 2017-2018 | 2017-2018 |
| Rote Raben Vilsbiburg | 2018-2019 | 2018-2019 |
| Dresdner SC           | 2019-2020 | …         |

## Palmarès

### Équipe nationale
- Championnat d'Europe
  - Finaliste : 2011, 2013.
- Ligue européenne
  - Vainqueur: 2013.
- Championnat du monde des moins de 20 ans
  - Vainqueur : 2009.
- Championnat d'Europe des moins de 18 ans
  - Vainqueur : 2007.

### Clubs
- Championnat d'Allemagne
  - Vainqueur : 2008, 2010, 2017.
- Coupe d'Allemagne
  - Vainqueur : 2009, 2020.
  - Finaliste : 2017.
- Supercoupe d'Allemagne
  - Finaliste : 2020.

### Distinctions individuelles
- Ligue européenne de volley-ball féminin 2013: Meilleure libero[4].